# Sámod
Sámod je selo na jugu Republike Mađarske.
Zauzima površinu od 6,20 km četvornih.

## Zemljopisni položaj
Nalazi se na 45° 51' 16" sjeverne zemljopisne širine i 18° 2' 15" istočne zemljopisne dužine.

## Upravna organizacija
Upravno pripada Šeljinskoj mikroregiji u Baranjskoj županiji. Poštanski broj je 7841. 

## Povijest
Kraj je naseljen još u doba Arpadovića. Povijesni dokumenti prvi put spominju ovo mjesto 1244. godine pod imenom Samu. Pripadalo je Bor-Kalánu. 
1266. je župan Nána ostavio u posjed redovnicama s Margitinog otoka zajedno s još 15 sela.

## Stanovništvo
Sámod ima 226 stanovnika (2001.).  

## Vanjske poveznice
- (mađ.) Sámod Önkormányzatának honlapja  Arhivirana inačica izvorne stranice od 24. svibnja 2014. (Wayback Machine)
- Sámod na fallingrain.com